# Liefde Waakt
Liefde Waakt is een Nederlandse stomme film uit 1914 onder regie van Louis H. Chrispijn. Deze western werd ook onder de titel De Levende Mummie uitgebracht en kreeg in het buitenland de titel An Artist's Model. Na het succes van de film, kreeg hoofdrolspeelster Annie Bos de bijnaam "de Nederlandse Asta Nielsen".

## Verhaal
Raymond is een schilder die erg succesvol is in zijn carrière. Op een dag komt hij een saloon binnen en laat zijn ogen vallen op de schone Jennie. Ze poseert voor een van zijn schilderijen en gaat er later met al zijn geld vandoor. Bij een tweede ontmoeting vallen ze als een blok voor elkaar en trouwen. Ze wordt door Apaches gedwongen hem opnieuw te bestelen, maar Jennie weigert. Uit wraak sluiten ze haar op en gaan zelf achter Raymond aan. Ze vallen hem aan en sluiten hem op als levende mummie in een sarcofaag. Hij wordt uiteindelijk gered en wordt herenigd met Jennie, terwijl de Apaches zelf worden opgesloten.

## Rolbezetting
| Acteur                 | Personage                                |
| ---------------------- | ---------------------------------------- |
| Annie Bos              | Jennie                                   |
| Willem van der Veer    |                                          |
| Christine van Meeteren |                                          |
| Jan van Dommelen       | Kunstschilder                            |
| Jan Holtrop            | Leider van de dievenbende/Jennie's vader |
| Mientje Kling          | Figurante/Extra                          |
| Alex Benno             | Agent                                    |